# 阿梅莉·毛瑞斯莫
阿梅莉·莫瑞絲摩（法語：Amélie Mauresmo，1979年7月5日—），法國前職業網球運動員，單打最高世界排名第一，三座大滿貫得主，國際網球名人堂成員。
毛瑞斯莫有女子球員少有的單手反拍，及強力的正手上旋抽擊，使得她的球風剽悍，1999年當年球后曾公开宣称其“简直就是半个男人”，和她出櫃的事實，鬧得媒體沸沸揚揚。
之前的巡迴賽，因她的心理素質還未發展成熟，在大賽的表現通常都缺乏臨門一腳，尤其以2005年溫布頓網球錦標賽準決賽遭遇达文波特最為人所熟知，當時雖有大好機會，而最終還是飲恨輸球。普遍公認的原因是旁人的各種議論和流言給她帶來了太大的心理壓力。但是終於在2006年的溫布頓網球錦標賽獲得冠軍。而在2006年的澳洲網球公開賽也是一趟神奇之旅，因奪冠的過程中竟遇到三位對手退賽：分別為第三輪的米雪拉·克拉吉塞克、四強的和決賽對手艾寧而奪冠。接下來也一帆風順：在巴黎和安特衛普都奪冠。
2009年12月3日，毛瑞斯莫宣佈退役，結束12年的球員生涯。
2014年受聘为安迪·穆雷的教练，成为职业网球史上第一位执教现役顶尖男选手的女教练。

## 大满贯

### 女單冠軍（2）
| 年份 | 比賽   | 場地 | 決賽對手    | 對手國籍 | 勝方比分                    |
| ---- | ------ | ---- | ----------- | -------- | --------------------------- |
| 2006 | 澳網   | 硬地 | 贾斯汀·海宁 | 比利時   | 6-1, 2-0 (對手中途因傷退出) |
| 2006 | 溫布頓 | 草地 | 贾斯汀·海宁 | 比利時   | 2-6, 6-3, 6-4               |

### 女單亞軍（1）
| 年份 | 比賽 | 場地 | 決賽對手 | 對手國籍 | 勝方比分 |
| ---- | ---- | ---- | -------- | -------- | -------- |
| 1999 | 澳網 | 硬地 |          | 瑞士     | 6-2, 6-3 |

## 奧運會

### 女單銀牌（1）
| 年份 | 比賽       | 場地 | 決賽對手 | 對手國籍 | 勝方比分 |
| ---- | ---------- | ---- | -------- | -------- | -------- |
| 2004 | 雅典奧運會 | 硬地 | 艾寧     | 比利時   | 6-3, 6-3 |

## WTA年終賽

### 冠軍（1）
| 年份 | 舉行地點   | 場地     | 決賽對手 | 對手國籍 | 勝方比分      |
| ---- | ---------- | -------- | -------- | -------- | ------------- |
| 2005 | 美國洛杉磯 | 室內硬地 |          | 法國     | 5-7, 7-6, 6-4 |

### 亞軍（2）
| 年份 | 比賽         | 場地     | 決賽對手    | 對手國籍 | 勝方比分 |
| ---- | ------------ | -------- | ----------- | -------- | -------- |
| 2003 | 美國洛杉磯   | 室內硬地 |             | 比利時   | 6-2, 6-0 |
| 2006 | 西班牙馬德里 | 室內硬地 | 贾斯汀·海宁 | 比利時   | 6-4, 6-3 |

## WTA巡迴賽

### 單打冠軍（25）

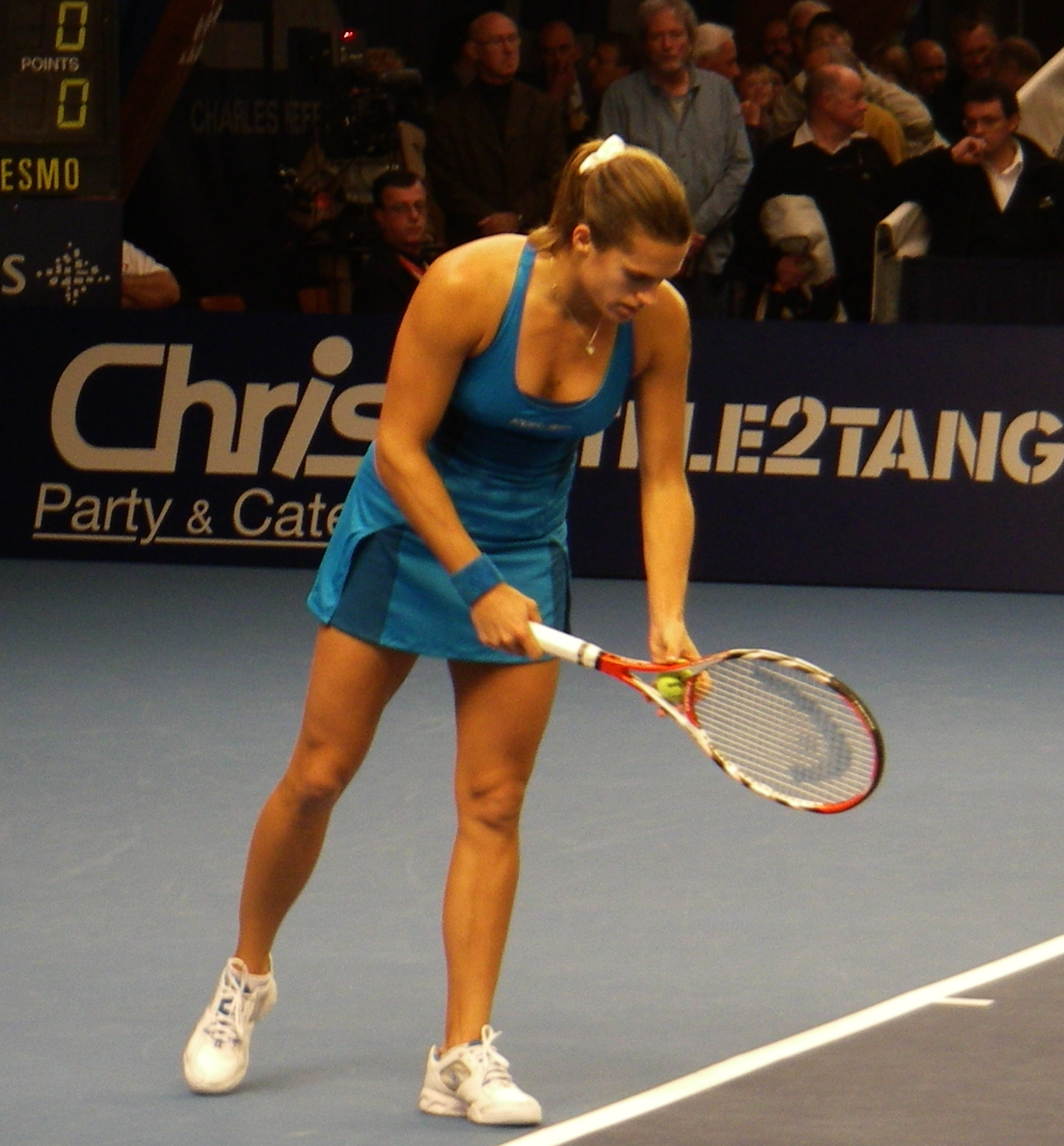
阿梅莉·毛瑞斯莫在盧森堡舉辦的比賽上露面

- 1999 (1) - 斯洛伐克布拉迪斯拉發
- 2000 (1) -
- 2001 (4) - 巴黎、尼斯、美國埃米莉島(綠土賽)、柏林一級賽
- 2002 (2) - 迪拜锦标赛、蒙特利尔一級賽（羅傑斯盃）
- 2003 (2) - 華沙（J&S盃）、費城
- 2004 (5) - 柏林一級賽、羅馬一級賽（意大利電訊盃）、蒙特利爾一級賽（羅傑斯盃）、奧地利林茨 、費城
- 2005 (4) - 安特衛普、羅馬一級賽（意大利電訊盃）、費城 、WTA年終賽
- 2006 (4) - 澳網、巴黎、安特衛普、溫布頓
- 2007 (1) - 安特衛普
- 2009 (1) - 巴黎

### 單打亞軍（23）
- 1998 (1) - 柏林一級賽
- 1999 (2) - 澳網、巴黎
- 2000 (2) - 克罗地亚 BOL、羅馬一級賽（意大利電訊盃）
- 2001 (1) - 羅馬一級賽（意大利電訊盃）
- 2003 (4) - 巴黎、羅馬一級賽（意大利電訊盃）、莫斯科一級賽（克里姆林盃）、WTA年終賽
- 2004 (4) - 悉尼、埃米莉島(綠土賽)、雅典奧運會、德國菲爾德斯塔特
- 2005 (3) - 巴黎、紐黑文、菲爾德斯塔特
- 2006 (3) - 多哈、北京（中國公開賽）、WTA年终赛
- 2007 (3) - 迪拜锦标赛、史特拉斯堡、依斯特本（哈斯汀錦標賽）

## 外部連結
- 官方网站
- 阿梅莉·毛瑞斯莫的国际女子网球协会官方資料（英文）
- 阿梅莉·毛瑞斯莫的國際網球總會 職業／青少年 官方資料（英文）
- Fed Cup - Player profile - Amelie MAURESMO (FRA) （页面存档备份，存于）
- 阿梅莉·毛瑞斯莫在互联网电影资料库（IMDb）上的資料（英文）

1. ↑  https://wtafiles.wtatennis.com/pdf/rankings/All_Career_Prize_Money.pdf